# Иннокентий (Бусыгин)
Иннокентий (в миру Владимир Семёнович Бусыгин; 14 [26] июля 1877, Иркутск — 31 июля 1935, Каменск-Шахтинский) — деятель Григорианского раскола, до 1926 года — епископ Русской православной церкви, епископ Каменский.

## Биография
Родился 14 (26) июля 1877 года в Иркутске в купеческой семье.
В 1898 года, по окончании Благовещенской гимназии, поступил в Казанскую духовную академию, где был сокурсником Виссариона (Зорнина), своего будущего соратника по григорианскому расколу. В академии специализировался на изучении буддизма, монгольского и тибетского языков. Во время учебы не показал больших успехов.
В 1902 году окончил Казанскую духовную академию со степенью кандидата богословия за сочинение «Буддийское учение о загробной жизни и критика его с точки зрения христианства» и с правом преподавания в семинарии.
21 октября 1902 года рукоположен в сан священника и назначен законоучителем третьей Харьковской гимназии.
В августе 1903 года назначен законоучителем Тамбовского екатерининского учительского института и настоятелем домового храма при нём.
В 1919 году назначен настоятелем храма благоверных князей Бориса и Глеба у Арбатских ворот в Москве. В 1920 году был возведён в сан протоиерея.
Развелся с женой, Зинаидой Степановной, урождённой Ряшенцевой (сестрой архиеп. Варлаама и еп. Германа Ряшенцевых), принял иноческий постриг с именем Иннокентий. 8 сентября 1924 года Патриархом Тихоном и другими иерархами был хиротонисан в Москве во епископа Каменского, викария Донской епархии.
12 апреля 1925 года участвовал в Архиерейском совещании, на котором подписал акт о вступлении в должность патриаршего местоблюстителя митрополита Крутицкого Петра (Полянского).
22 декабря того же года в Донском монастыре Москвы принял участие в организованном Свердловским архиепископом Григорием (Яцковским) при поддержке ОГПУ собрании архиереев, которые пытались присвоить себе высшую церковную власть. Вошёл в состав сформированного тогда же «Временного Высшего Церковного Совета» под председательством архиепископа Григория (Яцковского).
29 января 1926 года заместителем патриаршего местоблюстителя, митрополитом Сергием (Страгородским), вместе с другими членами ВВЦС, запрещён в священнослужении.
В июне 1926 года — участник первого всероссийского съезда духовенства и мирян, сторонников ВВЦС. В ноябре 1927 года — участник второго всероссийского съезда духовенства и мирян, сторонников ВВЦС.
18 ноября 1927 года избран членом президиума ВВЦС.
В декабря 1927 года назначен епископом Каменским и Шахтинским с возведением в сан архиепископа.
В 1930 году после кончины григорианского митрополита Митрофана (Симашкевича) возглавил григорианскую Донскую и Новочеркасскую епархию как временный управляющий. В августе 1933 года назначен архиепископом Новочеркасским и Северо-Кавказским с возведением в сан митрополита.
С мая 1934 года митрополита Ростовский и Азово-Черноморский. В его время в Ростове-на-Дону григорианам принадлежала одна треть кафедрального собора.
В декабре 1934 года в Москве состоялся очередной пленум ВВЦС. Митрополит Московский Виссарион (Зорнин) был избран председателем ВВЦС. Митрополит Ростовский Иннокентий (Бусыгин) был избран его заместителем. «Временный Высший Церковный Совет» был переименован в «Высший Церковный Совет».
Скончался 31 июля 1935 года в Каменске-Шахтинском вне общения с Церковью и был погребён там же.